# شادی الویسی
شادی محمد الوِیْسی (متولد ۱۹۸۵) وزیر دادگستری سوریه در دولت انتقالی بود. وی همچنین تا ۱۰ دسامبر ۲۰۲۴ وزیر دادگستری در دولت نجات سوریه بود.
الویسی دارای مدرک شریعت اسلامی و گواهی شایستگی تحصیلی است. وی همچنین در حال کار بر روی پایان‌نامه کارشناسی ارشد در رشته معارف اسلامی و قضایی است. او پیش از فعالیت قضایی و سیاسی، به عنوان معلم معارف اسلامی مشغول به کار بود و به مدت هفت سال در حلب به امامت و وعظ پرداخت.
در طول جنگ داخلی سوریه، او در ایجاد نهادهای قضایی در مناطق تحت کنترل دسته‌های مخالف نقش داشت. او مرجع شرعیه را در ظهرت عواد تأسیس کرد و به عنوان قاضی فعالیت کرد. بعداً به کادر مؤسس مرجع چهارجانبه شریعت در حلب پیوست و در آنجا مناصب قاضی جنایت نظامی، قاضی تجدیدنظر و دادستان عمومی را برعهده داشت.
الویسی همچنین پروژه مدار قضایی را تأسیس کرد و ریاست آن را برعهده گرفت و نهادهای قضایی کلیدی ای از جمله دادگاه سلقین، دادگاه هریتان و دادگاه بدیه شمالی را تأسیس کرد. علاوه بر این نقش‌ها، او به‌عنوان رئیس دادگاه جنایات مدنی و دادگاه تجدیدنظر جنایی تحت حکومت نجات سوریه فعالیت کرده است. وی همچنین عضو شورای عالی قضایی است.
در سال ۲۰۲۴، الویسی به عنوان وزیر دادگستری در دولت انتقالی سوریه در زمان نخست‌وزیری محمد البشیر پس از سقوط رژیم اسد و پس از این که تصمیم بر این شد که وزرای دولت نجات دولت تا مارس ۲۰۲۵ در همان نقش‌ها در دوره انتقالی ایفای نقش کنند، کار خود را آغاز کرد.